# Рвање на Летњим олимпијским играма 1992.
На Летњим олимпијским играма 1992. у Барселони рвачи су се борили у 20 тежинских категорија, по 10 у слободном и грчко-римском стилу.

## Освајачи медаља

### Слободни стил
| Категорија | Злато                                        | Сребро                                 | Бронза                                       |
|            |                                              |                                        |                                              |
| 48 кг      | Ким Ил · Северна Кореја                      | Ким Џонг-Шин · Јужна Кореја            | Вугар Оруџев · Уједињени тим                 |
| 52 кг      | Ли Хак-Сон · Северна Кореја                  | Зик Џоунс · Сједињене Америчке Државе  | Валентин Јорданов · Бугарска                 |
| 57 кг      | Алехандро Пуерто · Куба                      | Сергеј Смал · Уједињени тим            | Ким Јонг-Сик · Северна Кореја                |
| 62 кг      | Џон Смит · Сједињене Америчке Државе         | Аскари Мохамадијан · Иран              | Лазаро Реиносо · Куба                        |
| 68 кг      | Арсен Фадзајев · Уједињени тим               | Валентин Гецов · Бугарска              | Косеј Акаиши · Јапан                         |
| 74 кг      | Парк Џанг-Сон · Јужна Кореја                 | Кени Манди · Сједињене Америчке Државе | Амир Реза Хадем · Иран                       |
| 82 кг      | Кевин Џексон · Сједињене Америчке Државе     | Елмади Жабраилов · Уједињени тим       | Расул Хадем · Иран                           |
| 90 кг      | Махарбек Хадарцев · Уједињени тим            | Кенан Шимшек · Турска                  | Кристофер Кембел · Сједињене Америчке Државе |
| 100 кг     | Лери Хабелов · Уједињени тим                 | Хајко Балц · Немачка                   | Али Кајали · Турска                          |
| 130 кг     | Брус Баумгартнер · Сједињене Америчке Државе | Џефри Тју · Канада                     | Давид Гобеџишвили · Уједињени тим            |

### Грчко-римски стил
| Дисциплина | Злато                                | Сребро                                      | Бронза                                 |
|            |                                      |                                             |                                        |
| 48 кг      | Олег Кучеренко · Уједињени тим       | Винченцо Маенца · Италија                   | Вилбер Санчез · Куба                   |
| 52 кг      | Јон Ренинген · Норвешка              | Алфред Тер-Мкртчјан · Уједињени тим         | Мин Кјунг-Габ · Јужна Кореја           |
| 57 кг      | Ан Хан-Понг · Јужна Кореја           | Рифат Јилдиз · Немачка                      | Шенг Цетјен · Кина                     |
| 62 кг      | Мехмет Акиф Пирим · Турска           | Сергеј Мартинов · Уједињени тим             | Хуан Марен · Куба                      |
| 68 кг      | Атила Репка · Мађарска               | Ислам Дугушијев · Уједињени тим             | Родни Смит · Сједињене Америчке Државе |
| 74 кг      | Мнацакан Искандарјан · Уједињени тим | Јозеф Трач · Пољска                         | Торбјерн Корнбак · Шведска             |
| 82 кг      | Петер Фаркаш · Мађарска              | Пјотр Стенпјењ · Пољска                     | Даулет Турљханов · Уједињени тим       |
| 90 кг      | Мајк Булман · Немачка                | Хаки Башар · Турска                         | Гоги Когуашвили · Уједињени тим        |
| 100 кг     | Ектор Милијан · Куба                 | Денис Кословски · Сједињене Америчке Државе | Сергеј Демјашкевич · Уједињени тим     |
| 130 кг     | Александар Карељин · Уједињени тим   | Томас Јохансон · Шведска                    | Јоан Григораш · Румунија               |

## Биланс медаља
| Ранг | Држава                    | Злато | Сребро | Бронза | Укупно |
| 1    | Уједињени тим             | 6     | 5      | 5      | 16     |
| 2    | Сједињене Америчке Државе | 3     | 3      | 2      | 8      |
| 3    | Јужна Кореја              | 2     | 1      | 1      | 4      |
| 4    | Куба                      | 2     | 0      | 3      | 5      |
| 5    | Северна Кореја            | 2     | 0      | 1      | 3      |
| 6    | Мађарска                  | 2     | 0      | 0      | 2      |
| 7    | Турска                    | 1     | 2      | 1      | 4      |
| 8    | Немачка                   | 1     | 2      | 0      | 3      |
| 9    | Норвешка                  | 1     | 0      | 0      | 1      |
| 10   | Пољска                    | 0     | 2      | 0      | 2      |
| 11   | Иран                      | 0     | 1      | 2      | 3      |
| 12   | Бугарска                  | 0     | 1      | 1      | 2      |
| 12   | Шведска                   | 0     | 1      | 1      | 2      |
| 14   | Канада                    | 0     | 1      | 0      | 1      |
| 14   | Италија                   | 0     | 1      | 0      | 1      |
| 16   | Кина                      | 0     | 0      | 1      | 1      |
| 16   | Јапан                     | 0     | 0      | 1      | 1      |
| 16   | Румунија                  | 0     | 0      | 1      | 1      |

## Земље учеснице
Учествовало је 370 такмичара из 59 земаља.
| - Алжир - Аргентина - Аустралија - Аустрија - Белгија - Бразил - Бугарска - Канада - Кина - Колумбија - Хрватска - Куба - Кипар - Чехословачка - Доминиканска Република |  | - Египат - Естонија - Финска - Француска - Немачка - Уједињено Краљевство - Грчка - Гвам - Гватемала - Мађарска - Независни учесници - Индија - Иран - Израел - Италија |  | - Јапан - Летонија - Литванија - Мексико - Монголија - Мароко - Нови Зеланд - Никарагва - Нигерија - Северна Кореја - Норвешка - Пакистан - Панама - Пољска - Португалија |  | - Порторико - Румунија - Сенегал - Јужноафричка Република - Јужна Кореја - Шпанија - Шведска - Швајцарска - Сирија - Тунис - Турска - Уједињени тим - Сједињене Америчке Државе - Венецуела |